# Барон Свинфен

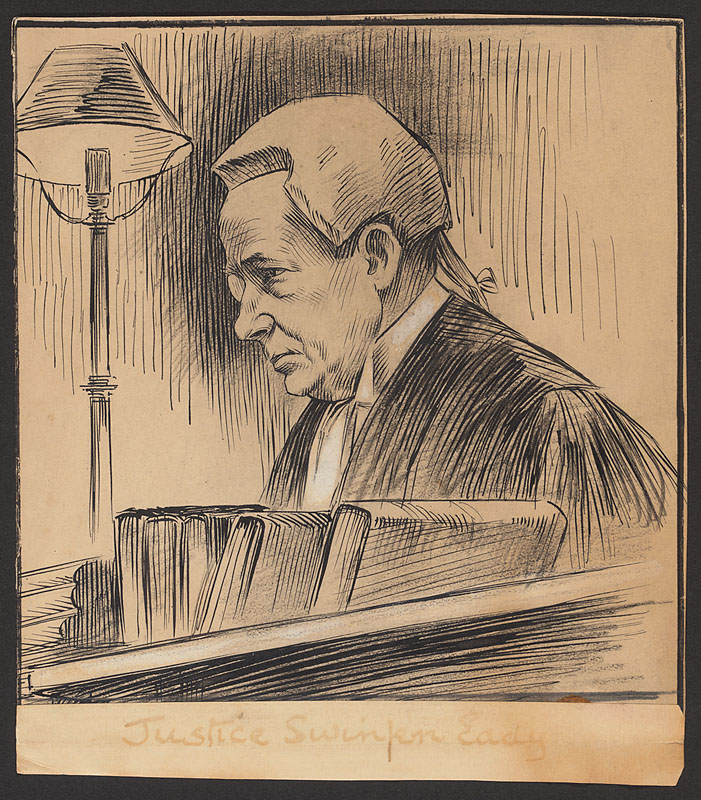
Чарльз Свинфен Иди, 1-й барон Свинфен (1851—1919)

Барон Свинфен  из Чертси в графстве Суррей — наследственный титул в системе Пэрства Соединённого королевства. Он был создан 1 ноября 1919 года для британского адвоката и судьи сэра Чарльза Свинфена Иди (1851—1919), который занимал должность мастера свитков (1918—1919). Чарльз Свинфен Иди скончался через две недели после того, как он получил пэрское звание. Ему наследовал его единственный сын, Чарльз Свинфен Иди, 2-й барон Свинфен (1904—1977).
По состоянию на 2024 год носителем титула являлся внук последнего, Чарльз Роджер Перегрин Свинфен Иди, 4-й барон Свинфен (род. 8 марта 1971) — сын Чарльза Свинфена Иди, 3-го барона Свинфена (1938—2022), который стал преемником своего отца в 2022 году. 3-й барон Свинфен был одним из девяноста двух избранных наследственных пэров, которые остались в Палате лордов после принятия Акта Палаты лордов 1999 года, он являлся депутатом от консервативной партии.
Английский романист Мэри Уэсли (1912—2002) была первой женой 2-го барона Свинфена и матерью 3-го барона Свинфена.

## Бароны Свинфен (1919)
- 1919—1919: Чарльз Свинфен Иди, 1-й барон Свинфен  (31 июля 1851 — 15 ноября 1919), сын Джорджа Джона Иди (1816—1892)[1];
- 1919—1977: Чарльз Свинфен Иди, 2-й барон Свинфен  (2 февраля 1904 — 19 марта 1977), единственный сын предыдущего[2];
- 1977—2022: Роджер Майнорс Свинфен Иди, 3-й барон Свинфен  (14 декабря 1938 — 5 июня 2022), старший сын предыдущего[3];
- 2022 — настоящее время: Чарльз Роджер Перегрин Свинфен Иди, 4-й барон Свинфен (род. 8 марта 1971), единственный сын предыдущего[4].

Наследника баронства нет. 